# Georg Heinrich Pertz
Georg Heinrich Pertz (° 28 mars 1795 à Hanovre, † 7 octobre 1876 à Munich) est un historien allemand, particulièrement connu pour ses travaux sur le haut Moyen Âge.

## Biographie
Il quitte sa ville natale Hanovre pour aller étudier à l'université de Göttingen et publia une thèse en 1819 sur l'histoire des maires du Palais mérovingiens. Sa thèse attira l'attention du baron Stein, qui l'engagea en 1820 pour éditer les chroniqueurs mérovingiens pour le compte de la Société historique d'Allemagne, nouvellement créée.
Dans ce but, Pertz voyagea en Allemagne et en Italie à la recherche de sources, et publia à son retour en 1823 la série des Monumenta Germaniae Historica, rassemblant les textes de tous les plus importants historiens concernant l'Allemagne jusqu'aux années 1500, ainsi que les textes de lois, les archives impériales et royales et des correspondances.
En 1821, il fut nommé secrétaires aux archives, et en 1827 conservateur principal de la bibliothèque royale de Hanovre.

Il édita de 1832 à 1837 le Hannoverische Zeitung (de), et fut élu représentant à la seconde chambre hanovrienne.

En 1833, il redécouvre dans la Bibliothèque d'État de Bamberg les Quatre livres d'histoire (991-998) de Richer de Reims, connus sous le nom d'Histoire, chronique qui éclaire les événements relatifs à la chute des Carolingiens, l'avènement des Capétiens, les irruptions normandes de 885 à 888 et à la lutte entre Louis d'Outremer et de Lothaire et Hugues le Grand.

En 1845, il fut nommé libraire en chef à Berlin, puis membre de l'Académie des sciences de Prusse.
Il démissionna de toutes ses charges en 1874, et mourut à Munich.

## Son œuvre
Les Monumenta commencèrent à paraître en 1826, et comprirent en tout 24 volumes dans les séries Scriptores, Leges, et Diplomata.
Pertz publia également :
- une sélection de textes au format in-octavo : les Scriptores rerum germanicarum in usum scholarum;
- une édition des Gesammelte Werke de Leibniz,
- une Vie de Stein (Leben des Ministers Freiherrn vom Stein (1849-1855)).